# Die drei Rulands
Die drei Rulands waren ein Gesangstrio in den 1930er Jahren. Nach einem Gesangsstück, mit dem sie die Pläne zum Umbau von Berlin verspotteten, erhielten sie im Januar 1939 lebenslanges Auftrittsverbot.

## Beginn der Karriere
Die Schulkameraden Wilhelm Meißner (Tenor), Heinz Woezel (Bariton) und Manfred Dlugi (Bass) begannen ihre Karriere im Sommer 1933 in Bad Lauterbach, wo sie im Kaffee Roseneck unter dem Namen Teddies wöchentliche Kabarettauftritte gaben. Im gleichen Jahr wurden sie für Werner Fincks Kabarett Die Katakombe entdeckt, wo sie am 20. September 1933 ihren ersten Auftritt hatten. Bereits 1933 erfolgten erste Plattenaufnahmen zu Texten von Joachim Ringelnatz. Ab 1934 trat das Trio auch als Refrainsänger auf. Bei einem Auftritt in Greifswald wurde Heinz Woezel durch Helmut Buth ersetzt.

## Höhepunkt
Nachdem ihre bisherige Hauptauftrittsstätte, die Katakombe, aus politischen Gründen geschlossen worden war, benannte sich das Trio in Die drei Rulands um. In Anlehnung an die mittelalterlichen Rolande, die die Stadtrechte symbolisch schützen, sollte der neue Name ursprünglich Die drei Rolands lauten. Auf Bitte der Artistenfamilie Roland wurde der Name in Die drei Rulands geändert. Nach dem Verbot der Comedian Harmonists traten Die drei Rulands deren Nachfolge an. Sie traten im Berliner Wintergarten (Varieté) und im Kabarett der Komiker auf. Ab 1936 erfolgten weitere Schallplattenaufnahmen, in denen Volkslieder und Schlager parodiert wurden. Hinzu kamen Filmauftritte, u. a. 1936 im Harry-Piel-Film Sein bester Freund. Im Rundfunk bekamen die Rulands in der monatlich vom Reichssender Leipzig ausgestrahlten Sendung Das interessiert auch dich! mit dem „Rulands-Eck“ einen eigenen Programmabschnitt. Mit der Popularität des Trios wuchs auch das Interesse des Ministeriums für Volksaufklärung und Propaganda, die Gruppe für seine Zwecke einzuspannen. Im November 1938, also zwei Wochen nach den Novemberpogromen, trugen Die drei Rulands, die sich zuvor nie antisemitisch geäußert hatten, im Rulands-Eck ein Lied vor, das die antijüdische Gewalt des Regimes herunterspielte und gleichzeitig indirekt rechtfertigte, indem es der jüdischen Bevölkerung Raffgier und unsaubere Geschäftsmethoden vorwarf.

## Karriereende
Im Januar 1939 traten Die drei Rulands im Kabarett der Komiker mit der Nummer Die drei Stadtbauarchitekten auf, in der sie nationalsozialistischen Planungen zum Umbau Berlins, die einen weitgehenden Umbau des Stadtzentrums einschließlich des Abrisses ganzer Viertel vorsahen, aufs Korn nahmen. Die Nummer wurde vom Publikum begeistert aufgenommen. Offizielle Stellen sahen darin aber einen Angriff auf ein Thema, an dem keine Kritik erwünscht war. Hinzu kam, dass Werner Finck in der Ausgabe des Berliner Tageblatt vom 25. Dezember 1938 der nationalsozialistischen Führung versteckt fehlenden Humor bescheinigt hatte. Propagandaminister Joseph Goebbels entschloss sich daraufhin, ein Exempel zu statuieren. Das Trio erhielt Auftrittsverbot und wurde – gemeinsam mit Werner Finck und Peter Sachse – aus der Reichskulturkammer ausgeschlossen, was einem lebenslangen Berufsverbot gleichkam. Auch eine Intervention von Albert Speer, der die Stadtbauarchitekten-Nummer als netten und harmlosen Scherz aufgefasst hatte, konnte daran nichts ändern. Wilhelm Meißner und Helmut Buth wurden zur Wehrmacht eingezogen, Manfred Dlugi zum Reichsarbeitsdienst.
Alle drei Künstler überlebten den Zweiten Weltkrieg. Nach Kriegsende traten sie zunächst gemeinsam auf, trennten sich aber bald. Wilhelm Meißner und Manfred Dlugi waren in der Bundesrepublik noch bis in die 1950er Jahre aktiv, konnten aber nicht mehr an ihre früheren Erfolge anknüpfen.

## Tonträger
Von der deutschen Austrophon wurde 2001 eine Sammlung von Aufnahmen der Drei Rulands veröffentlicht, die auch Die Stadtbauarchitekten enthält. Die CD ist nach wie vor erhältlich.
- Die Drei Rulands: Lachen Ist Trumpf. da music / Deutsche Austrophon 2001, EAN 4012772013030